# Liste der denkmalgeschützten Objekte in Gaaden
Die Liste der denkmalgeschützten Objekte in Gaaden enthält die 8 denkmalgeschützten, unbeweglichen Objekte der Gemeinde Gaaden.

## Denkmäler
| Foto |                 | Denkmal                                                                                           | Standort                                      | Beschreibung | Metadaten |
| ---- | --------------- | ------------------------------------------------------------------------------------------------- | --------------------------------------------- | --- | --- |
| ja   | Datei hochladen | Nepomukkapelle HERIS-ID: 87727 Objekt-ID: 102153 marterl.at: 75595                                | bei Hauptstraße 99 Standort KG: Anningerforst | Figur aus dem 18. Jahrhundert in rundbogig geöffneter Kapelle | BDA-Hist.: Q37721355 Status: § 2a Stand der BDA-Liste: 2025-06-30 Name: Nepomukkapelle GstNr.: 3 Nepomuk (Gaaden)                                                       |
| ja   | Datei hochladen | Kalkofen HERIS-ID: 58851 Objekt-ID: 69708                                                         | Standort KG: Anningerforst                    | Der Kalkofen ist der letzte gut erhaltene von den 26 in Gaaden in Betrieb gewesenen Kalköfen. Das letzte Mal wurde im Ort im Jahr 1970 in einem dieser Kalköfen regulär gebrannt. | BDA-Hist.: Q38084986 Status: Bescheid Stand der BDA-Liste: 2025-06-30 Name: Kalkofen GstNr.: 10/1                                                                       |
| ja   | Datei hochladen | Wilhelmswarte HERIS-ID: 65165 Objekt-ID: 77983 marterl.at: 20328                                  | Am Anninger Standort KG: Gaaden               | Die am höchsten Punkt des Anningers im Jahr 1887 aus Stein gebaute Warte folgte auf eine hölzerne Aussichtswarte, die im Jahr 1878 durch den Verein der Naturfreunde in Mödling errichtet wurde. Benannt ist die Warte nach Erzherzog Wilhelm. Die Wilhelmswarte ist ein geodätischer Festpunkt. | BDA-Hist.: Q17290885 Status: § 2a Stand der BDA-Liste: 2025-06-30 Name: Wilhelmswarte GstNr.: 217/1 Wilhelmswarte (Anninger)                                            |
| ja   | Datei hochladen | Ölberggruppe HERIS-ID: 25131 Objekt-ID: 21547 marterl.at: 11501                                   | Heiligenkreuzer Straße Standort KG: Gaaden    | Freiplastiken von Giovanni Giuliani von 1699, 1989/90 restauriert | BDA-Hist.: Q37890460 Status: § 2a Stand der BDA-Liste: 2025-06-30 Name: Ölberggruppe GstNr.: 645, 1008 Ölberggruppe Gaaden                                              |
| ja   | Datei hochladen | Kath. Pfarrkirche hl. Jakobus der Ältere mit Kirchhof und Portal HERIS-ID: 21226 Objekt-ID: 17544 | bei Kirchenplatz 1 Standort KG: Gaaden        | Die Pfarrkirche zum heiligen Jakobus geht auf das 12. Jahrhundert zurück. Die heutige Form geht auf Umbauten im Jahr 1740 zurück. Der Hochaltar stammt von Giovanni Giuliani. | BDA-Hist.: Q26831257 Status: § 2a Stand der BDA-Liste: 2025-06-30 Name: Kath. Pfarrkirche hl. Jakobus der Ältere mit Kirchhof und Portal GstNr.: 3/2, 3/1 Church Gaaden |
| ja   | Datei hochladen | Pfarrhof und ehemalige Volksschule HERIS-ID: 5932 Objekt-ID: 1806                                 | Kirchenplatz 1, 2 Standort KG: Gaaden         | Hakenförmiger Komplex, im 16. Jahrhundert als Jagdschloss Obergaden errichtet, 1793 um ein Stockwerk reduziert und umgebaut | BDA-Hist.: Q37864440 Status: § 2a Stand der BDA-Liste: 2025-06-30 Name: Pfarrhof und ehemalige Volksschule GstNr.: 3/2, 3/1 Pfarrhof und ehemalige Volksschule, Gaaden  |
| ja   | Datei hochladen | Heimatmuseum HERIS-ID: 65157 Objekt-ID: 77975                                                     | Siegenfelder Straße 6 Standort KG: Gaaden     | Das Heimatmuseum befindet sich seit 1996 in einem der ältesten Häuser Gaadens. | BDA-Hist.: Q38109415 Status: § 2a Stand der BDA-Liste: 2025-06-30 Name: Heimatmuseum GstNr.: 89/2                                                                       |
| ja   | Datei hochladen | Pietà HERIS-ID: 108704 Objekt-ID: 126202 marterl.at: 20434                                        | Standort KG: Gaaden                           | Quadratischer Pfeiler mit Beweinungsgruppe, ehemals bezeichnet 1678, im 20. Jahrhundert mehrfach renoviert | BDA-Hist.: Q37813286 Status: § 2a Stand der BDA-Liste: 2025-06-30 Name: Pietà GstNr.: 824/1 Pieta, Gaaden                                                               |